# خاچماز قشلاق
خاچماز قشلاق (به ترکی آذربایجانی: Xaçmazqışlaq) یک منطقه مسکونی در جمهوری آذربایجان است که در شهرستان اغوز واقع شده است. خاچماز قشلاق ۵۴۸ نفر جمعیت دارد.